# 佳牌阿拉伯五型巴士

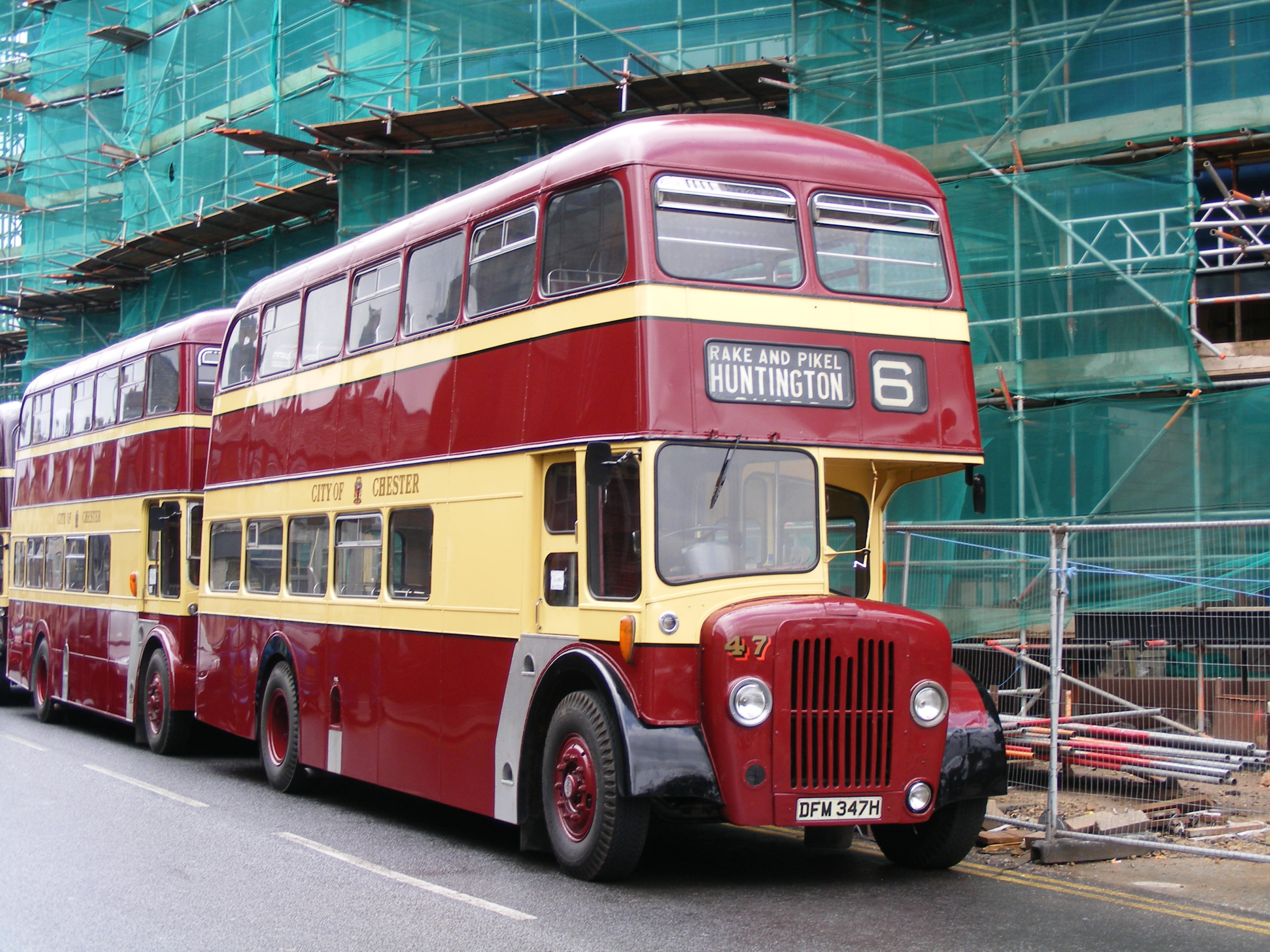
英國本土的佳牌阿拉伯五型巴士

佳牌阿拉伯五型巴士（英語：Guy Arab MkV）是英國佳牌汽車廠在20世紀60年代至70年代生產的巴士系列，其生產線設於英格蘭和夫咸頓。

## 概述
這款巴士採用半駕駛艙式設計，它的出現是為了取代同廠的「亞拉伯四型」。跟「亞拉伯四型」比較，五型的底盤闊度有8呎，比四型為闊；動力方面，五型採用了吉拿（Gardner）的6LX引擎，在當年這是馬力最大的引擎，輸出馬力從135bhp至150bhp不等，亦比四型採用的吉拿5LW引擎（輸出馬力有95bhp）為高。

## 佳牌阿拉伯五型巴士在香港

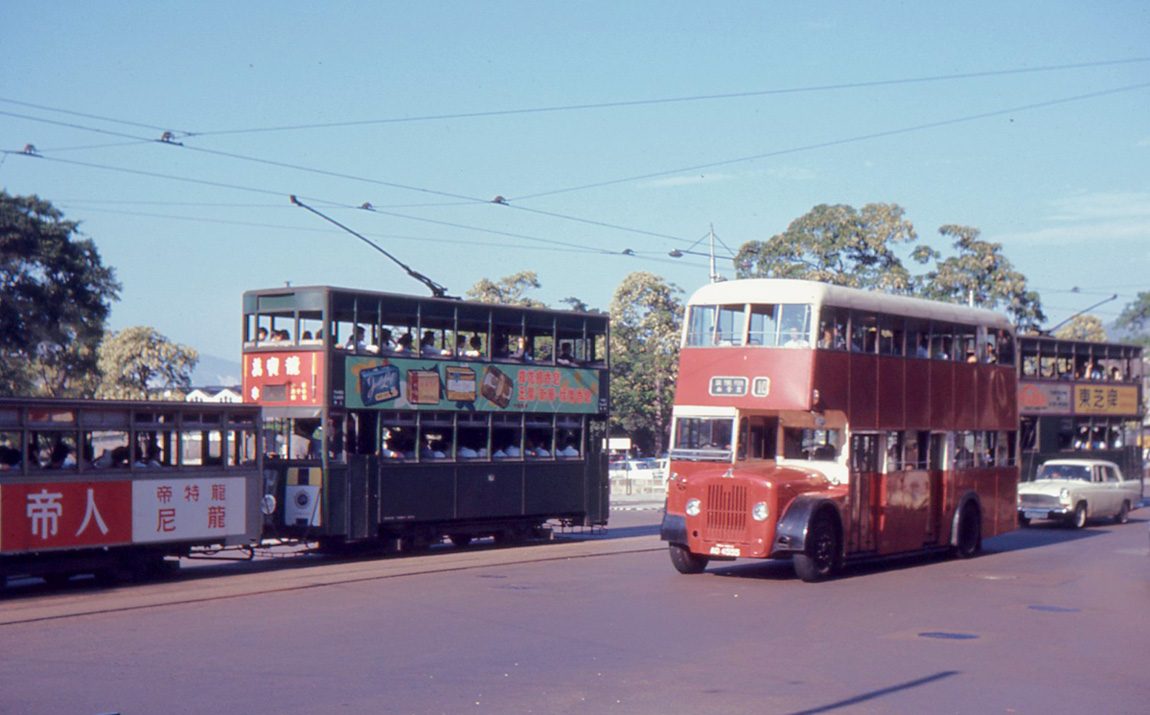
1967年中巴的佳牌阿拉伯五型，當時的中巴仍是紅色車身。

在香港，佳牌巴士主要是由中華巴士（中巴）擁有，早在1950至60年代便已經大量購置，最初以單層巴士為主，到1963年便集中購買雙層巴士。佳牌阿拉伯五型因為在車頭水箱蓋有類似印第安人的標誌，故被稱為「紅蕃頭」。

### 歷史和變遷
中華巴士在全盛時期曾擁有超過300輛佳牌巴士，有短陣版本、長陣版本和雙層版本等。其中部份車輛曾經過多次改裝，包括更換引擎、傳動裝置、改短車陣、甚至由單層改裝成雙層、安裝新車身等，所以部份佳牌阿拉伯五型一直服役超過30年，至1997年3月底才完全退役。
在1960到70年代，中巴為了加快改進車隊的步伐，把長陣阿拉伯五型巴士的改裝工作安排於香港進行，部份巴士裝上香港設計的雙層巴士車身，而部份則裝配了從英國購置的二手雙層巴士車身，二手車身來自都城嘉慕，Northern Counties不等。在1970年代末至80年代中期，大部份長陣阿拉伯五型巴士裝上全新的亞歷山大車身，部份工程在英國進行，當時車身廠在泵把裝上“Alexander”字樣的車牌，以資識別。
短陣的阿拉伯五型巴士則一直使用Metal Sections車身廠製造的車身。

### 型號
編號"S"、"LS"開頭
- 長度：26呎
- 車身：Metal Sections

編號"M"開頭
- 長度：28呎/29呎
- 車身：Metal Sections

編號"LX"開頭
- 長度：30呎
- 車身：
  - （早期）Metal Sections
  - （中期）Wong Chow（黃洲）／二手車身／BACo
  - （晚期）亞歷山大車身（LX201-350，共150部）

### 功成身退
佳牌阿拉伯五型早年是中巴車隊中的運財童子，曾經一度是中巴的標誌，後期則專門行走一些偏僻，兼且要途經窄路或斜路的地區，由於車身和機件都出現老化，常被人譏諷為中巴退步的象徵。由於受到輿論及股東壓力，於1988年12月至1992年夏季期間，加速淘汰載客量少於100人或不設風油軚的雙層巴士，所以有一定數量的LX退役；另外，當1993年及1995年中巴42條路線被削予城巴後，中巴車隊中的佳牌巴士已再無用武之地，先後分別淘汰46輛及31輛LX，最後也難逃被淘汰命運，一部不留，最後一輛佳牌阿拉伯五型巴士（LX332）於1997年3月底退役。
部份中巴的阿拉伯五型巴士於退役後，被改成各款工程車，有些工程車更隨著中巴於香港島的專營權移交新世界第一巴士（新巴）時，亦同時轉往新巴行走，現時全數已退役停駛，有5輛阿拉伯五型後勤車輛一度被新巴保留（AC4764、AD4563、CP9497、DE7931、DT5249）。除DE7931外，另外4輛在2007年出售，除當中有部份被私人保留外，其餘的均已拆卸。而DE7931亦己於2008年12月連同一批退役丹尼士禿鷹（DA）及利蘭奧林匹克空調巴士（LA）一併招標出售。後來AD4563被有心巴士迷購入並將之修復，2015年修復完畢。

## 相似車型
- 丹拿CVG6巴士

## 相關資料
- 香港巴士年鑑1997（北嶺國際有限公司出版）